# 深藍 (超級電腦)

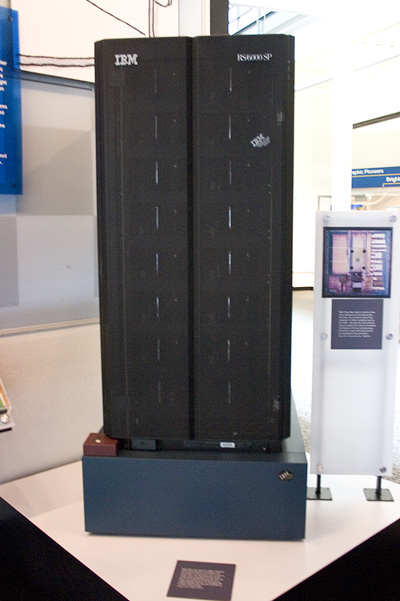
深藍機組之一

深藍（英語：Deep Blue）是由IBM開發，專門用以分析国际象棋的超級電腦。1997年5月曾擊敗西洋棋世界冠軍卡斯帕羅夫。

## 歷史
深藍計劃源自許峰雄在美國卡内基·梅隆大學修讀博士學位時的研究，第一台電腦名為「晶体测试」，在州象棋比赛中获得了名次，后来该又研制了另一台電腦「沉思」（Deep Thought，該名源自于《銀河系漫游指南》中的一臺超級電腦），晶片工艺是3微米。許峰雄在1989年加入IBM研究部門，並繼續超級電腦的研究工作，當時他與Murray Campbell主力研究平行運算問題。1992年，IBM委任譚崇仁（現任香港大学电子商业科技研究所所长）為超級電腦研究計劃主管，領導研究小組開發專門用以分析國際象棋的深藍超級電腦。
深藍的名字源自其雛型電腦「沉思」（Deep Thought）及IBM的暱稱「巨藍」（Big Blue），由兩個名字合併而成。

## 硬件規格
深藍是平行運算的電腦系統，建基於RS/6000 SP，另加上480顆特別製造的VLSI象棋晶片。下棋程式以C語言寫成，運行IBM AIX操作系統。1997年版本的深藍運算速度為每秒2億步棋，是其1996年版本的2倍。1997年6月，深藍在世界超級電腦中排名第259位，計算能力為11.38 gigaflops。
1997年的深藍可搜尋及估計隨後的12步棋，而一名人類象棋好手大約可估計隨後的10步棋。每增加1步棋的搜尋能力約等於增加下棋強度約80 ELO分。

## 成績
1996年2月10日，深藍首次挑戰國際象棋世界冠軍卡斯帕羅夫，但以2-4落敗。比賽在2月17日結束。
其後研究小組把深藍加以改良——它有一个非官方的暱稱“更深的藍”（Deeper Blue）——1997年5月再度挑戰卡斯帕羅夫，比賽在5月11日結束，最終深藍電腦以3.5–2.5擊敗卡斯巴羅夫，成為首個在標準比賽時限內擊敗國際象棋世界冠軍的電腦系統。IBM在比賽後宣佈深藍退役。
組成深藍電腦的其中一個機架，其後在位於首都華盛頓特區史密森尼學會的美國國家歷史博物館的資訊年代展覽中展出；而另一個機架則在加州的電腦歷史博物館的電腦棋歷史展覽中展出。

## 爭議
卡斯巴羅夫在比賽落敗後說，他在觀察電腦下棋時感覺電腦的決定有智慧及創意，是他所不能理解的。他亦認為電腦在棋局中可能有人類的幫助，因此要求重賽，但IBM拒絕。2003年一部紀錄片正為此而拍攝，名為《遊戲結束：卡斯巴羅夫與電腦（Game Over: Kasparov and the Machine）》，並指出深藍廣被宣傳的勝利，是由IBM一手炮製，務求令其股票價格上升。
當中實驗容許開發者在棋局之間修改程式，深藍在棋局之間曾被修改以符合卡斯巴羅夫的下棋風格，令電腦避免再陷入其曾兩次跌入的陷阱。
電腦的勝出引來部份人的恐懼，害怕電腦最終會戰勝人類，就如一些科幻小說、電影的橋段；而另一些人則認為這場比賽只是一項科學實驗，並期望電腦的發展可協助人類解決更多現實的問題。

## 外部連結
- IBM 深藍研究 （页面存档备份，存于）